# Guerra bulgaro-bizantina del 913-927
La guerra bulgaro-bizantina del 913-927 (in bulgaro Българо–византийска война от 913–927?) fu un conflitto combattuto tra l'Impero bulgaro e l'Impero bizantino. Anche se il conflitto fu provocato dalla decisione dell'imperatore bizantino Alessandro di non pagare più il tributo annuale versato alla Bulgaria, l'iniziativa militare e ideologica va ascritta a Simeone I di Bulgaria, che esigeva di essere riconosciuto come tsar, un titolo pari a quello dell'imperatore bizantino, e che mirava alla conquista di Costantinopoli e dell'Impero bizantino stesso.
Nel 917 l'esercito bulgaro inflisse una pesante sconfitta all'esercito romeo nella battaglia di Anchialo, evento che provocò la totale supremazia militare bulgara nella penisola balcanica. I Bizantini furono surclassati di nuovo a Katasyrtai nel 917 e a Pegae nel 922. I Bulgari espugnarono l'importante città di Adrianopoli, in Tracia, nonché la capitale del thema dell'Hellas, Tebe, penetrando nella Grecia meridionale. In seguito alla disfatta di Anchialo, la diplomazia bizantina sobillò il Principato di Serbia ad attaccare la Bulgaria da occidente, ma la minaccia fu facilmente contenuta a seguito di una guerra che si concluse nel 924. In quest'ultimo anno i Serbi riuscirono a cogliere in imboscata e annientare una piccola armata bulgara, provocando una spedizione punitiva che si concluse con l'annessione della Serbia all'Impero bulgaro poco prima del 925.
Simeone I era consapevole della necessità di supporto navale per conquistare Costantinopoli e nel 922 inviò dei delegati al califfo fatimide Ubayd Allah al-Mahdi Billah, a Mahdia, per negoziare l'assistenza della potente marina araba. Il califfo accettò di inviare dei propri rappresentanti in Bulgaria per suggellare un rapporto di cooperazione. Tuttavia, durante il tragitto, gli emissari furono catturati dai Bizantini nei pressi delle coste della Calabria. L'imperatore Romano I Lecapeno riuscì a sventare un'alleanza bulgaro-araba elargendo doni generosi. Quando Simeone spirò, il 27 maggio 927, la Bulgaria controllava quasi tutti i possedimenti romei nei Balcani, malgrado il sovrano non fosse riuscito nell'impresa di espugnare Costantinopoli.
Nel 927 entrambe le potenze erano esauste per gli enormi sforzi bellici compiuti, i quali ebbero pesanti ripercussioni sulla popolazione e sull'economia. Il successore di Simeone I, Pietro I, negoziò un trattato di pace per lui favorevole. I Bizantini accettarono di riconoscere lui come imperatore di Bulgaria e la Chiesa Ortodossa Bulgara come Patriarcato indipendente, nonché di versare un tributo annuale. La pace fu corroborata dal matrimonio tra Pietro I e la nipote (di nonno) di Romano I Irene Lecapena. Questo accordo garantì un quarantennio di relazioni pacifiche tra le due potenze, nonché un periodo di stabilità e di prosperità per entrambe le contendenti.

## Contesto storico

### Situazione geopolitica
Subito dopo la sua ascesa al trono nel 893, Simeone I riuscì a difendere con successo gli interessi commerciali della Bulgaria, acquisendo pure il territorio situato tra il Mar Nero e i Monti Strandzha. Inoltre, impose all'Impero bizantino il pagamento di un tributo annuale al termine della guerra bulgaro-bizantina dell'894-896. Quest'ultima confermò la supremazia bulgara sui Balcani, ma Simeone I era consapevole che necessitava consolidare la sua base politica, culturale e ideologica per realizzare il suo obiettivo definitivo, ovvero assumere il trono a Costantinopoli. Egli implementò un ambizioso programma edilizio nella nuova capitale della Bulgaria, Preslav, in modo che la città potesse rivaleggiare con Costantinopoli. Simeone I continuò la politica di suo padre, Boris I (r. 852-889), volta a promuovere la diffusione della cultura bulgara, con l'ambizione di rendere la nazione il centro letterario e spirituale dell'Europa slava. La Scuola letteraria di Preslav e la Scuola letteraria di Ohrid, fondate sotto Boris I, raggiunsero il loro apogeo nel corso del regno del suo successore. Fu a quel tempo che l'alfabeto cirillico fu inventato, molto probabilmente dall'erudito bulgaro Clemente di Ocrida.

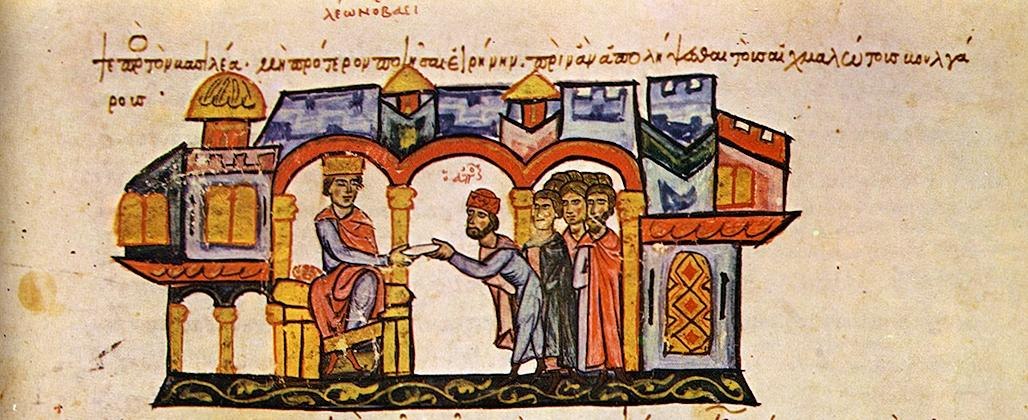
Una delegazione bulgara e Leone VI (dallo Scilitze di Madrid)

La devastazione magiara delle regioni nordorientali dell'impero bulgaro nel corso della guerra dell'894-896 mise a nudo la vulnerabilità dei suoi confini all'intervento straniero sotto l'influenza della diplomazia bizantina. Non appena la pace con Bisanzio fu firmata, Simeone I tentò di stabilizzare le posizioni bulgare nei Balcani Occidentali. Deceduto il principe Mutimiro (r. 850-891), si verificò una lotta per la successione per il trono del Principato di Serbia tra alcuni membri della dinastia regnante. Nell'892 Petar Gojniković ebbe la meglio sui contendenti al trono e fu incoronato principe di Serbia. Nell'897 Simeone I accettò di riconoscere Petar e lo pose sotto la sua protezione, evento che portò a un ventennio di pace e di stabilità a occidente. Tuttavia, Petar non si accontentò della sua posizione subordinata e tentò di ottenere gradualmente una maggiore indipendenza.
La situazione interna dell'Impero bizantino agli inizi del X secolo fu interpretata da Simeone I come segno di debolezza. Vi era stato un tentativo di uccidere l'Imperatore Leone VI il Saggio (r. 886-912) nel 903 e una rivolta del comandante dell'armata orientale Andronikos Doukas nel 905. La situazione si deteriorò ulteriormente allorché l'imperatore entrò in contrasto con il patriarca di Costantinopoli Nicola Mistico in seguito al suo quarto matrimonio con la sua amante di lunga data Zoe Carbonopsina, e fece deporre il patriarca.

### Crisi del 904

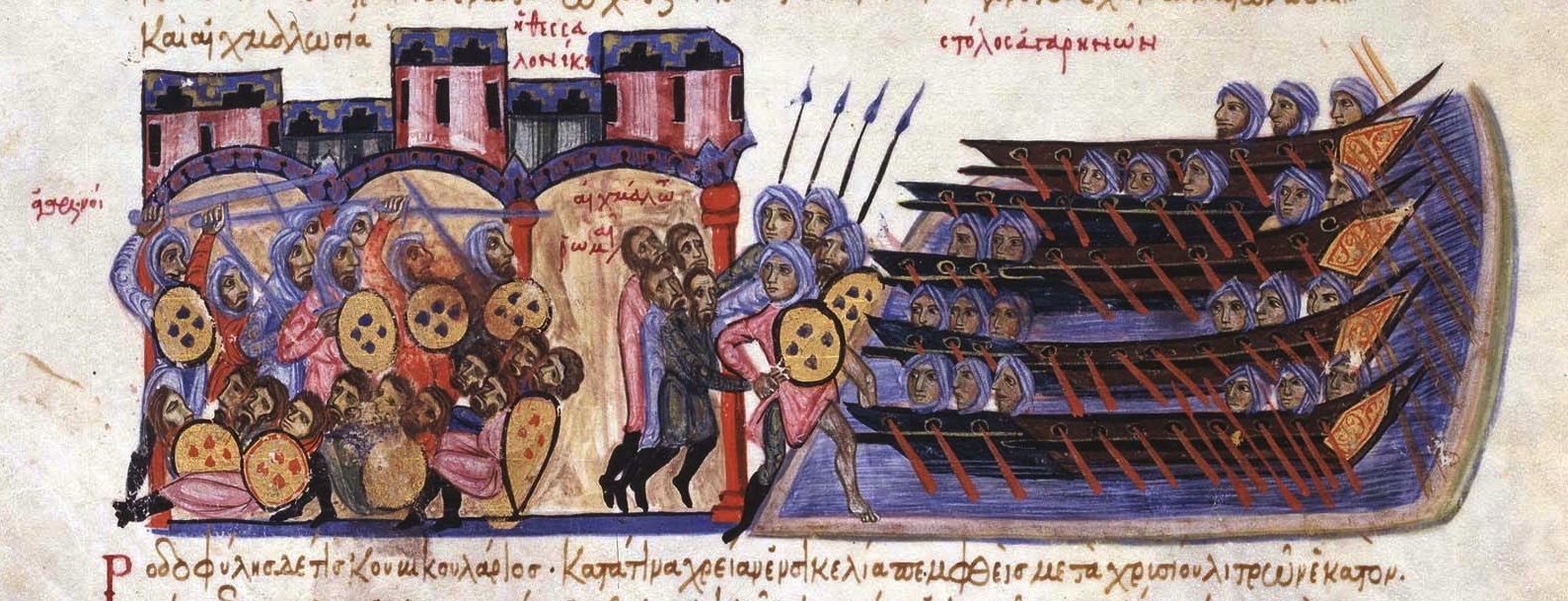
Il Sacco di Tessalonica ad opera degli Arabi, Madrid Skylitzes.

Agli inizi del X secolo gli Arabi completarono la conquista della Sicilia e, a partire dal 902, cominciarono ad attaccare i porti e le città bizantine sulle coste del mar Egeo. Nel 904 essi saccheggiarono la seconda città più grande dell'Impero, Tessalonica, prendendo 22 000 prigionieri e lasciando la città praticamente vuota. Simeone I decise di sfruttare questa opportunità e l'esercito bulgaro comparve in prossimità della città deserta. Occupando e insediandosi a Tessalonica, i Bulgari avrebbero ottenuto un importante porto sul Mar Egeo e consolidato la loro supremazia sui Balcani Occidentali, costituendo una minaccia permanente per Costantinopoli. Consapevoli del pericolo, i Bizantini inviarono il diplomatico veterano Leone Choirosphaktes per negoziare una soluzione. Il corso delle negoziazioni è ignoto: in una lettera superstite inviata all'imperatore Leone VI il Saggio, Choirosphaktes scrive che aveva "convinto" i Bulgari a non impadronirsi della città, ma non fornisce ulteriori dettagli. Tuttavia, un'iscrizione rinvenuta presso il villaggio di Narash attesta che a partire dal 904 la frontiera tra le due potenze era distante solo 20 km dalla parte settentrionale di Tessalonica. Come esito delle negoziazioni, la Bulgaria consolidò le acquisizioni territoriali in Macedonia ottenute nel corso del regno del khan Presiano I (r. 836-852) ed espanse il suo territorio ulteriormente verso sud, prendendo possesso della maggior parte della regione. La sezione occidentale della frontiera bulgaro-bizantina andava dal monte Falakro fino alla città di Serres che si trovava sulla parte bizantina, poi svoltava a sud-ovest fino a Narash, attraversava il fiume Vardar intorno all'odierno villaggio di Axiohori, passava attraverso il Monte Paiko, passava a est di Edessa attraverso i Monti Vermio e Askio, attraversava il fiume Haliacmon a sud della città di Kostur, che si trovava in Bulgaria, attraversava i monti Gramos, poi seguiva il fiume Aoos fino alla sua confluenza con il fiume Drin e infine svoltava a ovest, raggiungendo il Mare Adriatico presso la città di Himarë.

## La guerra

### Inizi e incoronazione di Simeone I

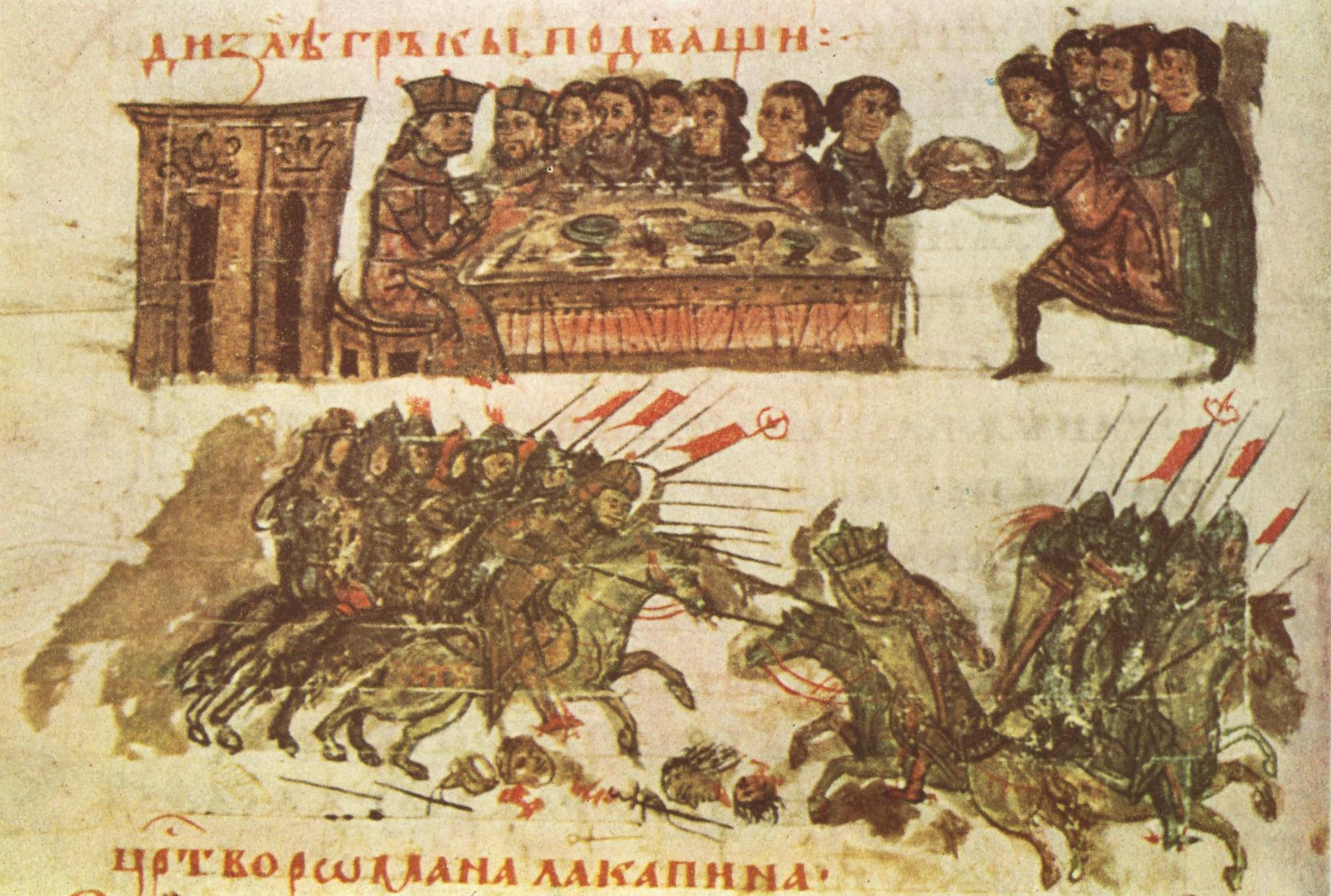
In alto: celebrazione a Costantinopoli in onore di Simeone I; in basso: un attacco bulgaro ai Bizantini, Costantino Manasse.

Nel 912 Leone VI perì e fu succeduto da suo fratello Alessandro, che cominciò ad annullare molte delle politiche del predecessore e reinsediò Nicola Mistico come patriarca. Come il protocollo diplomatico dell'epoca prescriveva, Simeone I inviò emissari per confermare la pace verso la fine del 912 o agli inizi del 913. Secondo il cronista bizantino Teofane Continuato, Simeone I fece sapere che «avrebbe onorato la pace se fosse stato trattato con gentilezza e rispetto, come lo era stato sotto l'imperatore Leone. Tuttavia, Alessandro, mostrando stoltezza, vergognosamente congedò gli inviati con minacce rivolte a Simeone, ritenendo che esse lo avrebbero intimidito. La pace fu rotta e Simeone decise di prendere le armi contro i Cristiani [i Bizantini]». Il sovrano bulgaro, che era alla ricerca di un casus belli per rivendicare il titolo imperiale, colse il pretesto per dichiarare guerra. A differenza dei suoi predecessori, lo scopo ultimo di Simeone I era quello di assumere il trono di Costantinopoli come imperatore romano, creando uno Stato bulgaro–romano (i Bizantini si autodefinivano Romani o romei, in quanto il loro stato era la parte orientale dell'Impero romano). Lo studioso John Fine sostiene che la politica provocatoria di Alessandro avrebbe influenzato poco la decisione di Simeone I, in quanto egli aveva già progettato un'invasione, prendendo in considerazione il fatto che in quel frangente sedeva sul trono bizantino un imperatore impopolare, privo di esperienza e forse anche sovente ebbro. Inoltre il suo successore, il nipote Costantino VII, era un ragazzo debole e flebile, considerato da molti un figlio illegittimo di Leone VI. Mentre la Bulgaria si stava preparando alla guerra, il 6 giugno 913 Alessandro perì, lasciando Costantinopoli nel caos con un imperatore minorenne sotto la reggenza del patriarca Nicola Mistico.

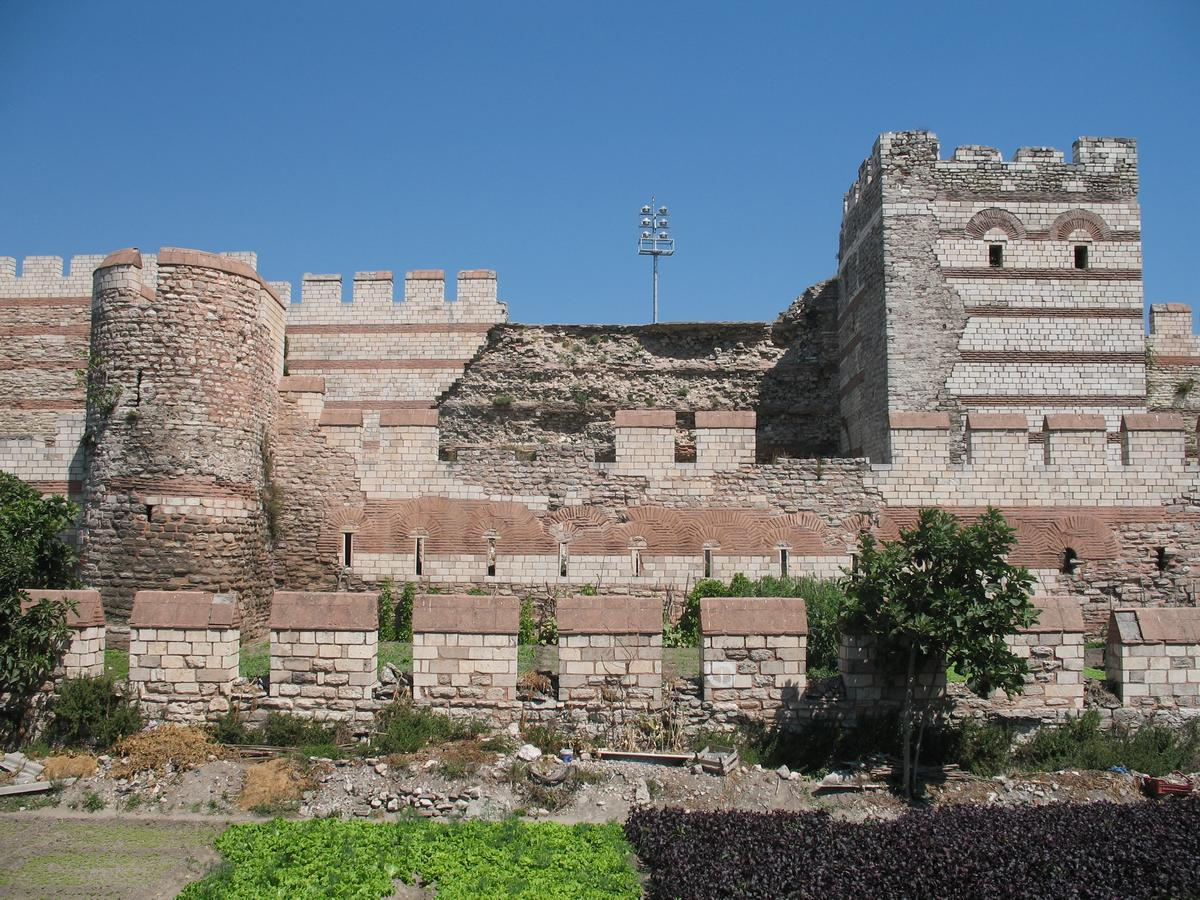
Le Mura di Costantinopoli.

I primi provvedimenti della reggenza riguardarono la necessità di contrastare l'attacco di Simeone I. Nicola Mistico inviò una lettera che, sebbene lodasse la saggezza di Simeone, lo accusava di attaccare «un figlio orfano» (cioè Costantino VII) che non aveva fatto nulla per insultarlo, ma tutti i suoi tentativi risultarono vani. Alla fine di luglio 913, il monarca bulgaro lanciò la sua campagna alla testa di un folto esercito e, nel mese di agosto giunse, in prossimità di Costantinopoli senza imbattersi in una serie opposizione. Il capo della cancelleria bizantina, Teodoro Dafnopate, scrisse sulla campagna quindici anni dopo: «Vi fu un terremoto, sentito persino da coloro che vivevano oltre le Colonne d'Ercole». I Bulgari assediarono la città e costruirono dei fossati dal Corno d'Oro alla Porta d'Oro, nel Mar di Marmara. Poiché Simeone I aveva studiato all'Università di Costantinopoli ed era consapevole che la città era inespugnabile a un attacco da terra senza il sostegno di una flotta, queste azioni apparivano più una dimostrazione di forza che un tentativo di assaltare la città. Ben presto l'attacco fu annullato e il kavhan (primo ministro) Teodoro Sigritsa venne inviato per negoziare la pace. Simeone I avanzò due richieste, ossia essere incoronato imperatore dei Bulgari e dei Romani e concedere sua figlia in sposa a Costantino VII, diventando in questo modo suocero e custode dell'imperatore infante.
Dopo intense negoziazioni tra Teodoro Sigritsa e la reggenza, si decise di organizzare una festa in onore dei due figli di Simeone I nel Palazzo delle Blacherne presieduta personalmente da Costantino VII. Il Patriarca Nicola Mistico si recò all'accampamento nemico per incontrare il sovrano bulgaro assieme al suo seguito. Simeone I si prostrò egli stesso di fronte al patriarca, che invece di una corona imperiale collocò sulla testa di Simeone I la corona patriarcale. I cronisti romei, ostili a Simeone, presentarono tale cerimonia come una finzione, ma gli studiosi moderni come John Fine, Mark Whittow e Georgij Ostrogorskij sostengono che Simeone aveva troppa esperienza per essere ingannato e che fu infatti incoronato Imperatore dei Bulgari, sebbene non dei Romani (in bulgaro, Tsar). Le fonti suggeriscono inoltre che Nicola Mistico acconsentì anche alla seconda condizione di Simeone, che gli avrebbe potuto aprire la strada per poter rivendicare il titolo di co-imperatore o addirittura imperatore dei Romani. Avendo realizzato il proprio obiettivo, Simeone I fece ritorno a Preslav in trionfo, dopo che egli e i suoi figli furono onorati con molti doni. Per rivendicare i risultati ottenuti, Simeone cambiò i suoi sigilli affinché vi si leggesse "Simeone, imperatore pacifico, [possa tu regnare per] molti anni".

### Battaglia di Anchialo
L'accordo concluso nell'agosto 913 si dimostrò effimero. Due mesi dopo, alla madre di Costantino VII Zoe Carbonopsina fu concesso di fare ritorno a Costantinopoli dopo il suo esilio. Nel febbraio 914 ella rovesciò la reggenza di Nicola Mistico in un colpo di stato e fu con riluttanza proclamata imperatrice proprio da qust'ultimo, il quale conservò la carica di patriarca. Il primo ordine della donna fu quello di revocare tutte le concessioni effettuate al monarca bulgaro nel corso della reggenza di Mistico, provocando la rappresaglia militare bulgara. Nell'estate del 914, l'esercito bulgaro invase i themata della Tracia e della Macedonia. Simultaneamente, le truppe bulgare penetrarono nelle regioni di Durazzo e Tessalonica, in occidente. La città più importante e grande della Tracia, Adrianopoli, fu assediata ed espugnata a settembre e la popolazione locale riconobbe Simeone I quale suo sovrano. Tuttavia, i Bizantini prontamente riguadagnarono la città tramite il pagamento di un riscatto.
Per concentrarsi sul fronte balcanico, i Bizantini avviarono le negoziazioni volte a sospendere il conflitto con il Califfato abbaside a oriente e provarono a costituire una vasta coalizione anti-bulgara. Due delegati furono inviati a Baghdad e, nel giugno del 917, essi riuscirono a garantirsi la pace con il califfo al-Muqtadir. Lo stratego di Dyrrachion Leone Rabduco ricevette istruzioni di negoziare con il principe serbo Petar Gojniković, che era vassallo dei Bulgari ma era propenso alla rivolta. Tuttavia, la corte a Preslav fu avvertita delle trattative dal principe Michele di Zaclumia, un fedele alleato della Bulgaria, e Simeone I riuscì in questo modo a prevenire tempestivamente un immediato attacco serbo. I tentativi bizantini di stringere un'alleanza con i Magiari vennero inoltre contrastati con successo dalla diplomazia bulgara. Il generale Giovanni Bogas fu inviato con ricchi doni presso i Peceneghi, che abitavano le steppe a nord-est della Bulgaria. I Bulgari avevano già stabilito strette connessioni con i Peceneghi, anche tramite matrimoni, e la missione di Bogas si rivelò tutt'altro che semplice. Egli fu comunque capace di convincere alcune tribù ad inviare aiuti, ma alla fine la marina bizantina rifiutò di trasportarle a sud del fiume Danubio, probabilmente a causa dell'astio esistente tra Bogas e l'ambizioso ammiraglio Romano Lecapeno.
I Bizantini furono costretti a combattere da soli, ma la pace con gli Arabi permise loro di ammassare il loro intero esercito, comprese le truppe stazionate in Asia Minore, sotto il comando del Domestico delle Scholae Leone Foca il Giovane. Mentre marciavano verso il campo di battaglia, i soldati giurarono sulla «Vera Croce che dà la vita e giurarono di perire l'uno per l'altro». Con le frontiere occidentali e settentrionali sicure, anche Simeone I fu in grado di reclutare un enorme esercito. Le due armate si scontrarono il 20 agosto 917 presso il fiume Acheloo (l'odierno Aheloy), in prossimità di Anchialo. Inizialmente i Bizantini sembravano essere in grado di avere la meglio e i Bulgari cominciarono una ritirata ordinata ma, quando Leone Foca perse il proprio cavallo, la confusione si diffuse tra le truppe bizantine, che, secondo il cronista Giovanni Scilitze, erano demotivate. Simeone I, che stava osservando il campo di battaglia dalle colline limitrofe, ordinò un contrattacco durante il quale condusse personalmente la cavalleria bulgara. I ranghi bizantini si ruppero e secondo Teofane Continuato «si verificò un massacro che non accadeva da secoli». La quasi totalità dell'intero esercito bizantino fu annientato e solo in pochi, incluso Leone Foca, riuscirono a raggiungere il porto di Messembria e fuggire in sicurezza sulle navi.
Ancora una volta, Nicola Mistico intervenne nel tentativo di arrestare l'avanzata bulgara. In una lettera spedita a Simeone I, il patriarca insistette che lo scopo dell'attacco bizantino non era quello di distruggere la Bulgaria ma di costringere Simeone a ritirare le sue truppe dalle regioni di Tessalonica e Durazzo. Ciononostante, ammise che questo non giustificava l'invasione bizantina ed espresse l'augurio che, in qualità di buon cristiano, Simeone sarebbe stato clemente con i Bizantini, che avevano la sua stessa fede, e li avrebbe perdonati. Le speranze di Nicola Mistico si infransero e l'esercito bulgaro penetrò in profondità in territorio bizantino. Leone Foca mise insieme un'altra armata ma i Bizantini furono pesantemente sconfitti nella battaglia di Katasyrtai a poca distanza dalla stessa Costantinopoli in un combattimento notturno.

### Campagne contro i Serbi

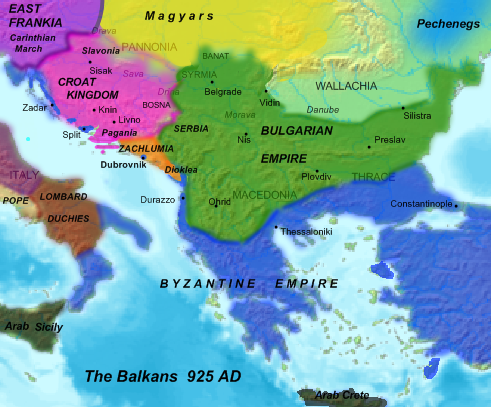
Una cartina della Bulgaria sotto il regno di Simeone I.

In seguito alle vittorie del 917, la strada verso Costantinopoli sembrava spianata. Tuttavia, Simeone I dovette fronteggiare il principe serbo Petar Gojniković, il quale aveva risposto affermativamente alla proposta bizantina di formare una coalizione anti-bulgara. Fu così inviata un'armata sotto il comando dei generali Teodoro Sigritsa e Marmais. I due persuasero Petar Gojniković a incontrarlo, lo catturarono e lo inviarono a Preslav, dove perì in prigione. I Bulgari rimpiazzarono Petar con Pavle Branović, un nipote del principe Mutimiro, che da lungo viveva a Preslav. Così, nella sostanza, la Serbia divenne uno stato fantoccio in mano alla Bulgaria fino al 921.
Con l'augurio di ripristinare il proprio controllo sulla Serbia, nel 920 i Bizantini inviarono Zaharija Pribislavljević, un altro dei nipoti di Mutimiro, a detronizzare Pavle. Tuttavia, Zaharija fu o catturato dai Bulgari durante il tragitto o da Pavle, venendo poi spedito alla corte di Simeone I a Preslav. Nonostante la sconfitta, i Bizantini continuarono a persistere e alla fine riuscirono a corrompere Pavle con enormi quantità di oro, persuadendolo a cambiare schieramento. Per tutta risposta, nel 921 Simeone I inviò un'armata bulgara condotta da Zaharija. L'intervento bulgaro ebbe successo, Pavle fu agevolmente deposto e, ancora una volta, un candidato bulgaro assunse il trono serbo. Questa situazione non durò a lungo, in quanto Zaharija era cresciuto a Costantinopoli e aveva pienamente assorbito l'ideologia romea. Ben presto Zaharija dichiarò apertamente la propria fedeltà all'Impero bizantino e cominciò le ostilità contro la Bulgaria. Nel 923 o nel 924 Simeone I inviò una piccola armata condotta da Teodoro Sigritsa e da Marmais, ma i generali furono colti in un'imboscata e uccisi; Zaharija inviò le loro teste a Costantinopoli come prova della sua fedeltà.
Quest'azione provocò una spedizione punitiva nel 924. Un'immensa armata bulgara fu spedita assieme a un nuovo candidato al trono, Časlav, che era nato a Preslav da una madre bulgara. I Bulgari devastarono le campagne e costrinsero Zaharija a fuggire nel Regno di Croazia. Questa volta, tuttavia, i Bulgari decisero di cambiare approccio nei confronti dei Serbi. Essi convocarono con l'inganno tutti gli zupani serbi affinché prestassero omaggio a Časlav, li arrestarono e li deportarono a Preslav. La Serbia fu annessa come provincia bulgara, evento che estese i confini imperiali fino alla Croazia, la quale stava vivendo il suo apogeo e poteva rappresentare un nemico pericoloso. L'annessione risultava una mossa necessaria da compiere, in quanto i Serbi si erano rivelati degli alleati inaffidabili e Simeone I si era stancato dei loro continui voltafaccia.

### Campagne contro i Bizantini (917-922)

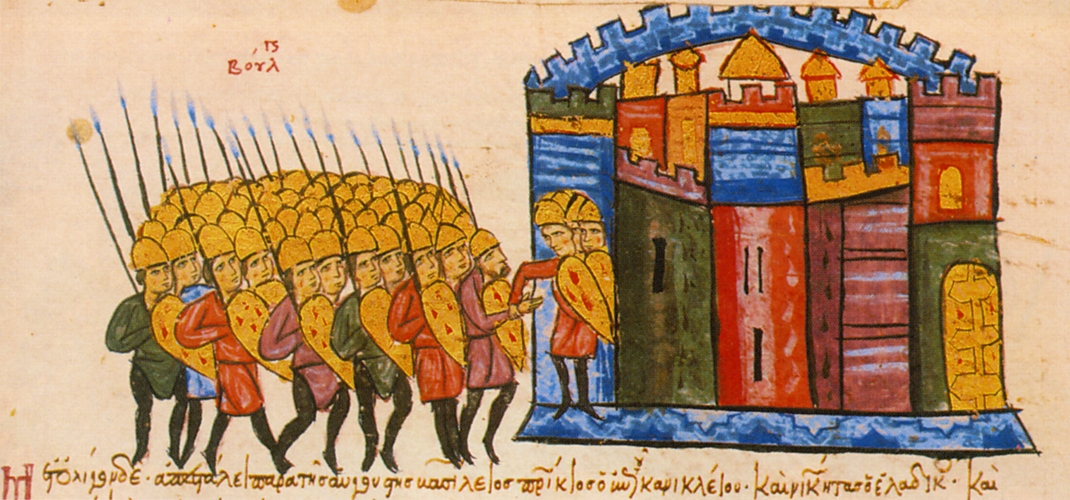
I Bulgari espugnano l'importante città di Adrianopoli, Madrid Skylitzes.

Con la minaccia serba eliminata e il grosso dell'esercito bizantino sbaragliato, nel 918 Simeone I condusse personalmente una campagna nel thema dell'Hellas e penetrò profondamente nel sud della Grecia, raggiungendo Corinto. I Bulgari catturarono molti prigionieri e costrinsero la popolazione a versare tasse allo Stato bulgaro, mentre numerosi abitanti fuggirono sull'isola di Eubea e nella penisola del Peloponneso chiedendo asilo. Gli aggressori espugnarono inoltre il principale centro dell'Hellas, Tebe, le cui fortificazioni andarono distrutte. Un episodio degno di nota di tale campagna viene descritto in un manuale militare, lo Strategikon, dello scrittore dell'XI secolo Giovanni Cecaumeno. Dopo aver assediato invano una città popolosa in Hellas, Simeone adottò uno stratagemma (ruse de guerre) inviando uomini coraggiosi e pieni di risorse nella città per scoprire eventuali punti deboli nelle difese. Essi riscontrarono l'insolita presenza di porte difensive tenute alte sopra il suolo da cardini. Dopo aver ricevuto questa informazione, Simeone inviò cinque uomini muniti di asce che eliminarono le guardie, ruppero i cardini e aprirono le porte all'armata bulgara. I Bulgari entrarono e presero la città senza subire alcuna perdita significativa in termini di soldati.

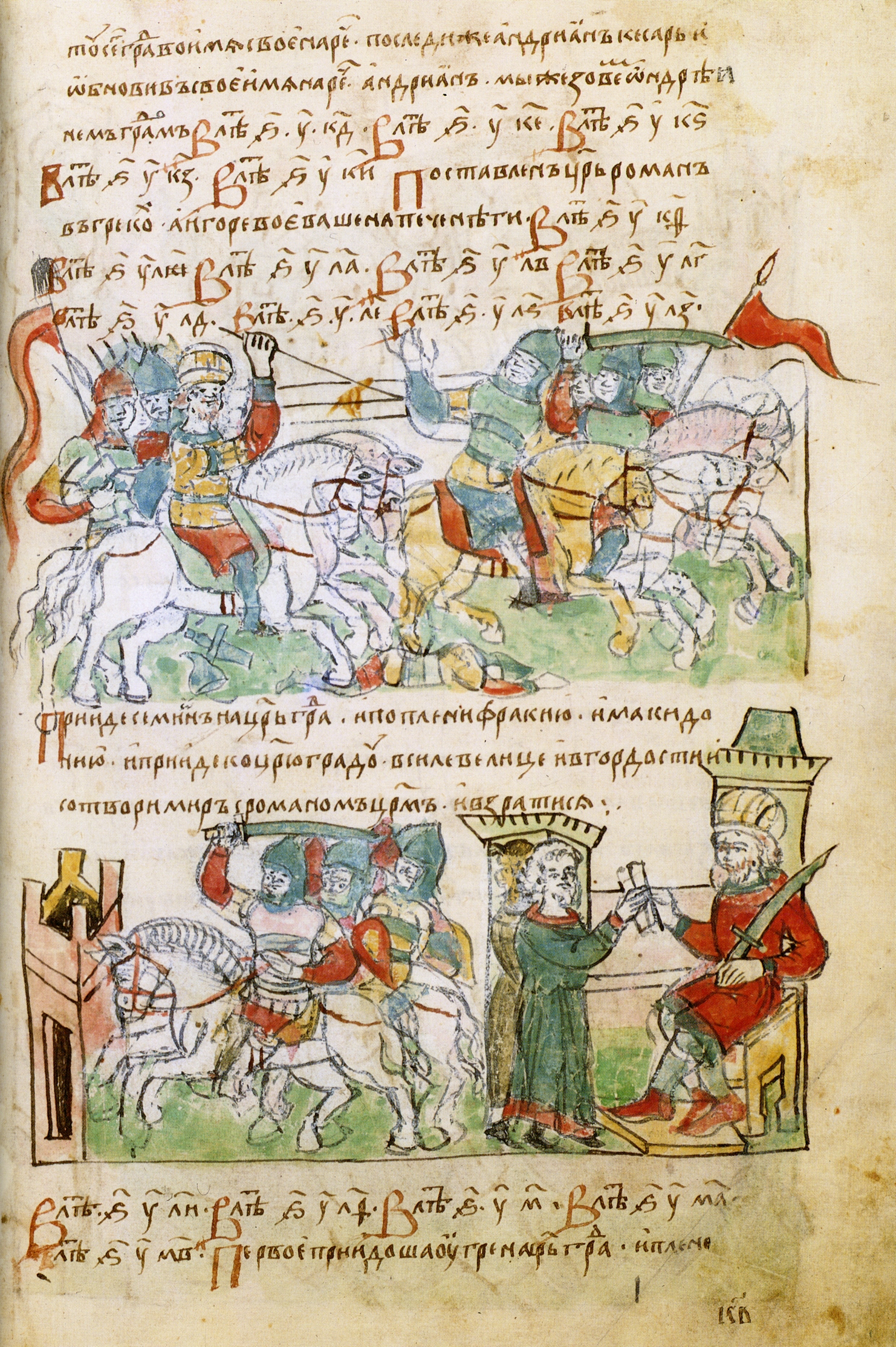
Sopra: una battaglia tra Bulgari e Bizantini nel 914; sotto: negoziazioni tra Simeone I e Romano I, Cronaca dei Radziwiłł

Le sconfitte militari provocarono un ulteriore cambiamento nel governo bizantino. Nella primavera del 919, l'ammiraglio Romano Lecapeno costrinse Zoe Karbonopsina a ritirarsi in un monastero e in breve tempo guadagnò una certa fama. Nell'aprile 919 la figlia Elena Lecapena si sposò con Costantino VII e Lecapeno assunse il titolo di basileopator; a settembre fu nominato Caesar, e nel dicembre 919 Romano Lecapeno fu incoronato imperatore anziano. Questi nuovi sviluppi infuriarono Simeone, che considerò Romano alla stregua di un usurpatore e si sentì insultato che il figlio di un contadino armeno si fosse impadronito del trono a cui lo stesso monarca bulgaro aspirava. L'imperatore bulgaro rifiutò le offerte di imparentarsi con Romano con un matrimonio dinastico o di negoziare la pace.
Nell'autunno del 920 l'armata bulgara penetrò profondamente in Tracia, raggiunse i Dardanelli e si accampò nella penisola di Gallipoli sulla costa opposta alla città di Lampsaco in Asia Minore. Queste campagne destarono grosse preoccupazioni alla corte romea, in quanto, se i Bulgari si fossero effettivamente impadroniti di Lampsaco e Gallipoli, Costantinopoli sarebbe stata tagliata fuori dai contatti con il Mar Egeo. Il Patriarca Nicola Mistico tentò di negoziare la pace e propose di incontrare Simeone a Mesembria, sia pur invano. Nell'anno successivo i Bulgari marciarono a Katasyrtai, presso Costantinopoli, e i Bizantini si vendicarono compiendo una rappresaglia nella città di Aquae Calidae, nei pressi dell'odierna Burgas. Il comandante bizantino Pothos Argyros inviò un distaccamento condotto da Michele, figlio di Moroleon, in modo da tenere sotto controllo i movimenti dei Bulgari. Le truppe di Michele furono colte in un'imboscata e, sebbene avessero inflitto significative perdite ai Bulgari, i Bizantini furono sconfitti e Michele, ferito, fuggì a Costantinopoli, dove perì. Un consistente esercito bulgaro fu inviato a sud condotto dal kavhan Teodoro Sigritsa. Essi attraversarono i monti Strandzha e devastarono i dintorni di Costantinopoli. I Bizantini radunarono un numeroso esercito che comprendeva le truppe della guarnigione cittadina, le guardie imperiali e marinai della marina, comandati da Pothos Argyros e dall'ammiraglio Alessio Mosele. Nel marzo 921 i due schieramenti si scontrarono nella battaglia di Pigae e i Bizantini vennero completamente sconfitti. Pothos Argyros fuggì a malapena dal luogo degli scontri e Alessio Mosele annegò mentre tentava di salire a bordo di una nave. Nel 922 i Bulgari espugnarono la città di Vizye e incendiarono i palazzi dell'imperatrice Teodora, situati nei pressi della capitale bizantina. Romano I tentò di opporsi alla loro avanzata inviando delle truppe sotto il comando di Saktikios. Saktikios attaccò l'accampamento bulgaro mentre la maggior parte dei soldati si era allontanata alla ricerca di provviste, ma quando il grosso dell'esercito bulgaro fu informato dell'attacco, essi affrontarono e sconfissero i Bizantini, il cui comandante perì a causa delle ferite riportate nella notte successiva.

### Tentativi di alleanza tra Bulgari e Arabi

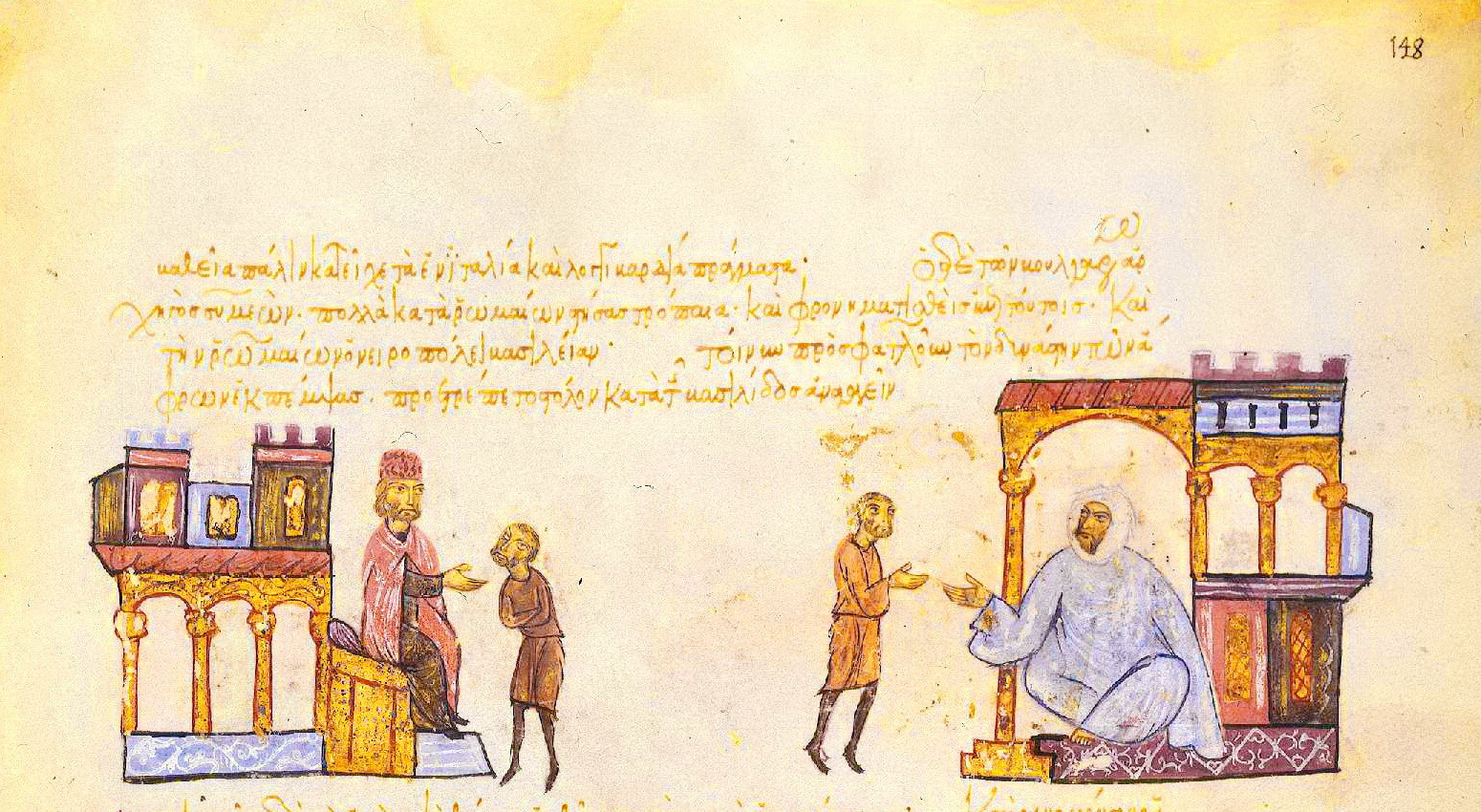
Simeone I mentre invia degli emissari dai Fatimidi, Madrid Skylitzes.

A partire dal 922, i Bulgari controllavano quasi la totalità della penisola balcanica, malgrado il principale obiettivo di Simeone I, ovvero Costantinopoli, rimanesse comunque al di fuori della sua portata. Il monarca bulgaro era conscio che per conquistare la capitale nemica necessitasse di una flotta. Simeone I decise pertanto di rivolgersi ad Abdullah al-Mahdi Billah (r. 909–934), fondatore e califfo del Califfato Fatimide. Egli governava la maggior parte del Nord Africa e costituiva una minaccia costante per i possedimenti romei situati in Italia meridionale. Anche se entrambi gli schieramenti avevano concluso un trattato di pace nel 914, a partire dal 918 i Fatimidi avevano rinnovato i loro attacchi sulla costa italiana. Nel 922 i Bulgari inviarono clandestinamente degli emissari attraversando la Zaclumia, la regione amministrata dal loro alleato Michele, alla capitale del califfo al-Mahdiyyah, sulla costa tunisina. Simeone I propose di attaccare congiuntamente Costantinopoli, con i Bulgari che avrebbero messo a disposizione un immenso esercito di fanteria, mentre gli Arabi avrebbero dovuto impiegare la propria flotta. Si convenne che il bottino sarebbe stato diviso equamente, con i Bulgari che avrebbero annesso Costantinopoli e i Fatimidi i territori bizantini nel Sud Italia.
Abdullah al-Mahdi Billah accettò la proposta e inviò presso i Bulgari i suoi emissari per suggellare l'accordo. Tuttavia, sulla via del ritorno, la nave fu catturata dai Bizantini nei pressi delle coste della Calabria e gli inviati di entrambe le nazioni giunsero come prigionieri a Costantinopoli. Quando Romano I apprese di queste trattative segrete, confermò l'imprigionamento dei Bulgari, mentre agli inviati arabi fu concesso di ritornare presso Al-Mahdiyyah con dei ricchi doni per il califfo. I Bizantini inviarono poi la loro ambasceria in Nord Africa per sventare il piano di Simeone I e, alla fine, i Fatimidi accettarono di non allearsi con la Bulgaria. Un nuovo tentativo compiuta da parte di Simeone I di allearsi con gli Arabi fu attestato dallo storico al-Masudi nel suo libro Prati d'oro e miniere di gemme. Una spedizione araba eseguita dal Califfato Abbaside sotto il comando di Thamal al-Dulafi sbarcò sulla costa egea della Tracia e i Bulgari stabilirono contatti con essi e inviarono degli emissari a Tarso. Tuttavia, non si giunse ad alcun risultato concreto.

### Gli ultimi anni

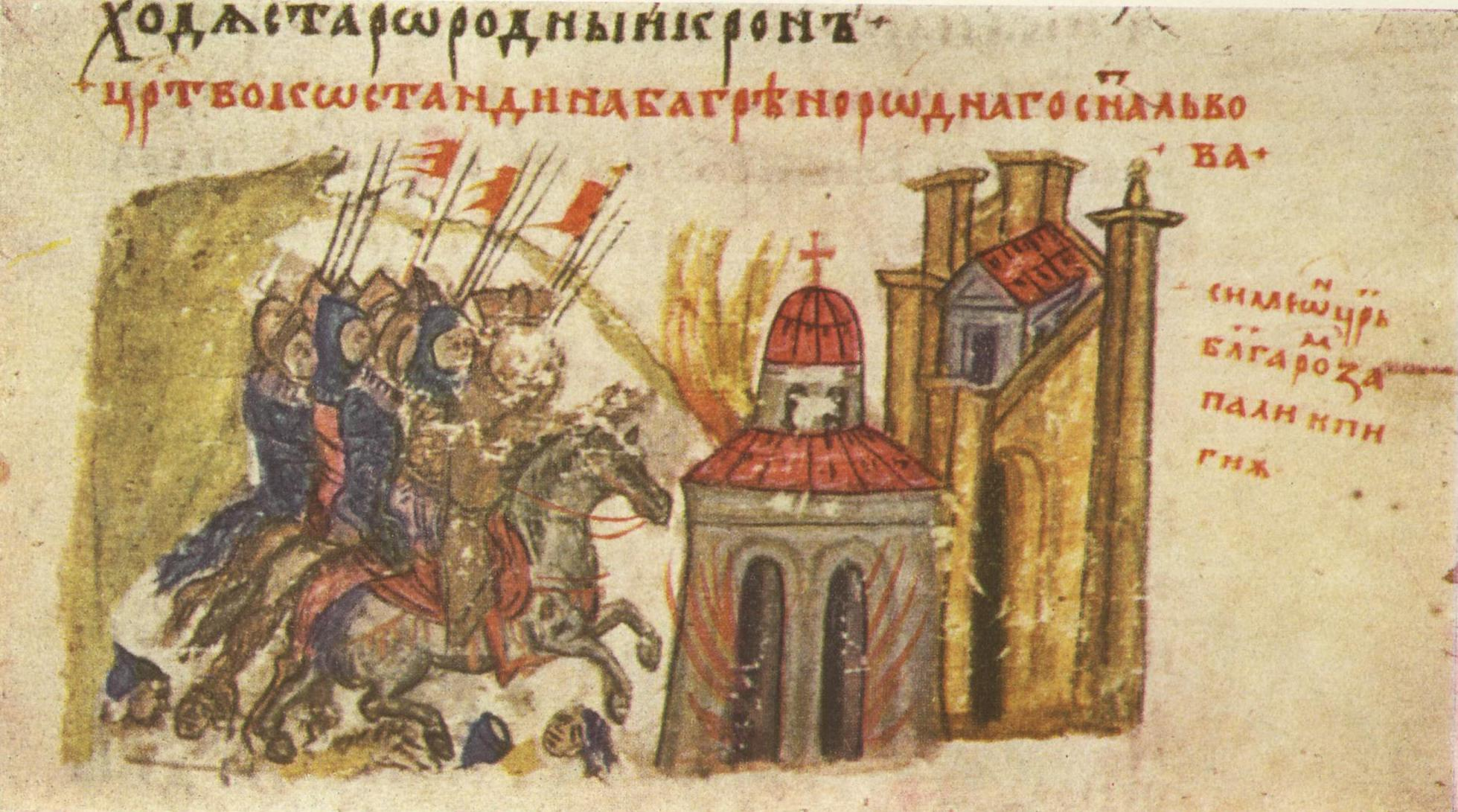
I Bulgari danno alle fiamme la Chiesa di Santa Maria della Fonte, Cronaca di Manasses.

Fallite le prove di alleanza con gli Arabi, nel settembre 923 o 924 Simeone I invase ancora una volta la Tracia bizantina. I Bulgari devastarono i sobborghi di Costantinopoli, dando fuoco alla Chiesa di Santa Maria della Fonte e ponendo il loro accampamento presso le mura della capitale. Simeone I richiese un incontro con Romano I in modo da stabilire una tregua temporanea e poter fronteggiare la minaccia serba, nel frattempo riemersa. I Bizantini, ansiosi di cessare le ostilità, acconsentirono. Prima dell'incontro, i Bulgari presero delle precauzioni e ispezionarono con molta attenzione la piattaforma appositamente preparata, mossi dal timore che i Bizantini cogliessero l'occasione propizia per attentare alla vita di Simeone. Tale diffidenza era dovuta al precedente agguato teso dai Bizantini al Khan Krum (r. 803–814), nella vana speranza di riuscire ad assassinarlo, durante le negoziazioni avvenute nello stesso luogo un secolo prima, nell'813.
(Teofane Continuato sull'esercito bulgaro a Costantinopoli)
Romano I arrivò per primo e Simeone I giunse poi a cavallo circondato da soldati di élite che esclamarono in greco «Gloria a Simeone, l'Imperatore». Secondo i cronisti bizantini, in seguito al saluto formale tra i due monarchi, Romano I richiese a Simeone I di cessare il massacro di cristiani per una futile guerra. Con un sermone rivolto al monarca bulgaro, lo istigò domandandogli come potesse egli non temere Dio con tutti i massacri da lui compiuti. Tuttavia, lo studioso Mark Whittow ritiene che questi resoconti non possano essere considerati attendibili perché frutto di una visione di parte bizantina, oltre che perché redatti dopo l'evento. L'unico indizio di cosa accadde veramente è l'aneddoto allegorico che, alla conclusione dell'incontro, due aquile furono viste volare alte, scontrarsi e separarsi immediatamente, una diretta verso la Tracia settentrionale, l'altra a Costantinopoli. Questo fatto fu interpretato come un cattivo presagio rappresentante i fati dei due monarchi. La vicenda delle due aquile andrebbe intesa come una metafora del riconoscimento, compiuto da Romano I nel corso dell'incontro, di Simeone I come imperatore suo pari. Tuttavia, Romano I non ratificò mai questo accordo finché Simeone I fu in vita e i contrasti tra i due schieramenti rimasero irrisolti. In una lettera risalente al 925, l'imperatore bizantino criticò Simeone I per essersi arrogato il titolo di «Imperatore dei Bulgari e dei Romani» e richiese la restituzione delle fortezze conquistate in Tracia.
Nel 926, i Bulgari inviarono un esercito per invadere il Regno di Croazia, in modo da assicurarsi i confini settentrionali in vista di un nuovo assalto a Costantinopoli. Simeone I considerava lo Stato croato come una potenziale minaccia, in quanto il re Tomislao (r. 910–928) era alleato dei Bizantini e confinava con i suoi nemici. I Bulgari marciarono in territorio croato, ma non prevalsero sui loro nemici. Ciononostante, venne siglata in tempi rapidi una pace tramite la mediazione del papato. Poiché Simeone I persisteva nella preparazione di un assalto alla capitale bizantina, era evidente che le perdite bulgare non dovevano essere significative, in quanto solo una piccola porzione dell'intero esercito aveva fronteggiato i Croati. Simeone sembrò sicuro del fatto che re Tomislao avrebbe onorato la pace. Tuttavia, allo stesso modo del suo illustre predecessore Krum, Simeone I perì nel corso dei preparativi di un attacco a Costantinopoli il 27 maggio 927, all'età di sessantatré anni.

### Trattato di pace
A Simeone I succedette il secondogenito Pietro I (r. 927-969). Al principio del regno di Pietro I, la figura più influente a corte era suo zio materno Giorgio Sursuvul, che in un primo momento fu il reggente del giovane monarca. Subito dopo la sua ascesa al trono, Pietro I e Giorgio Sursuvul sferrarono una campagna nella Tracia bizantina, radendo le fortezze della regione prese fino ad allora dai Bulgari. L'incursione appariva come dimostrazione di forza e fu appunto con la convinzione della propria superiorità che i Bulgari proposero una pace alle loro condizioni. Entrambe le parti inviarono delle delegazioni a Mesembria per discutere i termini preliminari. Successivamente le negoziazioni proseguirono a Costantinopoli, finché non fu raggiunto l'accordo sulle condizioni definitive della pace. Nel novembre 927 Pietro I arrivò assieme al suo seguito nella capitale bizantina, venendo ricevuto personalmente da Romano I. Nel Palazzo delle Blacherne, le due parti firmarono un trattato di pace, garantito da un matrimonio tra il monarca bulgaro e la nipote (di nonno) di Romano I, Maria Lecapena. In quell'occasione Maria fu ribattezzata Irene, un nome che significa "pace". Il 8 ottobre 927 Pietro I e Irene si sposarono con una cerimonia solenne nella Chiesa di Santa Maria della Fonte: si trattava della stessa chiesa che Simeone I aveva distrutto alcuni anni prima e che era stata poi ricostruita.

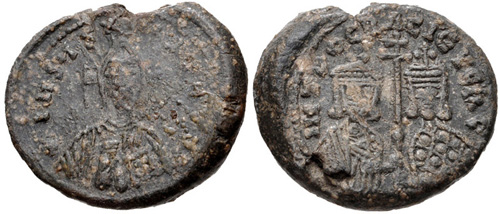
Un sigillo dell'Imperatore Pietro I e dell'Imperatrice Irene.

Con il trattato i Bizantini riconobbero ufficialmente il titolo imperiale dei monarchi bulgari, ma insistettero sulla formula secondo cui l'imperatore dei Bulgari era il «figlio spirituale» di quello romano. Ad ogni modo, si accettò la condizione secondo cui il titolo dei monarchi bulgari equivaleva a quello delle loro controparti bizantine. La Chiesa Ortodossa Bulgara fu inoltre riconosciuta come Patriarcato indipendente, diventando pertanto la quinta Chiesa ortodossa autocefala dopo i patriarcati di Costantinopoli, Alessandria, Antiochia e Gerusalemme e la prima Chiesa Ortodossa totalmente bulgara. Il trattato prevedeva inoltre lo scambio dei prigionieri e l'imposizione per i Bizantini di un tributo annuale da versare all'Impero bulgaro. I confini furono pressoché riportati a quelli del 904, con il risultato che i Bulgari restituirono il grosso delle conquiste compiute da Simeone I in Tracia, Tessaglia ed Ellade, sia pur assicurandosi un fermo controllo sulla maggioranza della Macedonia e dell'Epiro. Alla luce di questi risultati, si può affermare Pietro I fu in grado di raggiungere tutti gli obiettivi che suo padre si era prefissato, salvo la conquista di Costantinopoli.

## Conseguenze
Nel corso dei suoi primi anni di regno, Pietro I dovette fronteggiare delle rivolte causate da due dei suoi tre fratelli, Giovanni nel 928 e Michele nel 930, ma entrambe vennero represse. La maggior parte del suo regno, fino al 965, coincise con un periodo di grande splendore caratterizzato da consolidamento politico, espansione economica e attività culturale. Uno scritto del prete e autore bulgaro coevo Cosma Presbitero descrive la ricchezza dell'aristocrazia bulgara, la sua cultura, la sua sensibilità in ambito religioso per via della costruzione di vari monasteri; a questo resoconto si aggiungono le testimonianze materiali superstiti rinvenute a Preslav, Kostur e altre località, che confermano il quadro di una Bulgaria in grande spolvero nel X secolo. L'influenza della nobiltà terriera e dell'alto clero aumentò tuttavia significativamente a spesa dei diritti garantiti ai contadini, circostanza che acuì i contrasti nella società. Cosma Presbitero accusò gli abati e i vescovi bulgari di avidità, ingordigia e negligenza verso il popolo. In questo contesto, durante il regno di Pietro I, insorse il bogomilismo, un'eresia dualistica che nei decenni e nei secoli successivi si sarebbe diffusa nell'Impero bizantino, nell'Italia settentrionale e nella Francia meridionale (cfr. Catari). Meno stabile risultò la condizione geopolitica dell'Impero bulgaro, circondato da vicini aggressivi (i Magiari a nord-ovest, i Peceneghi e la Rus' di Kiev a nord-est, l'Impero bizantino a sud), e costantemente pronti a rinnovare le ostilità, seppur non nell'immediato.
Il trattato di pace permise all'Impero bizantino di concentrare le sue risorse contro il declinante Califfato abbaside in Oriente. Sotto il talentuoso generale Giovanni Curcuas, i Bizantini ottennero nette vittorie contro i loro nemici. Entro il 944, essi saccheggiarono infatti le città di Amida, Dara e Nisibi nel corso del medio Eufrate e avevano assediato Edessa. I successi continuarono sotto Niceforo Foca, dapprima generale e poi imperatore dal 963 al 969, fautore della riconquista di Creta nel 961 e del recupero di diversi territori situati in Asia Minore. La serie di vittorie e la nuova linfa gettata dalle stesse indusse Niceforo Foca a rifiutare di versare il tributo annuale alla Bulgaria nel 965. Ciò coincise con l'invasione Rus' della Bulgaria del 968-971, che causò il collasso temporaneo dello Stato bulgaro e innescò una guerra durata un cinquantennio ed esauritasi soltanto in occasione della dissoluzione dell'Impero bulgaro compiuta ad opera dei Bizantini nel 1018.